# Аникеев, Николай Петрович
Никола́й Петро́вич Анике́ев  (16 июля 1925, Тульская область  — 24 сентября 2007, Москва) — советский и российский философ, индолог и переводчик, специалист по истории зарубежной (восточной) философии. Доктор философских наук, профессор. Один из авторов «Атеистического словаря» и «Философского словаря», а также «Философской энциклопедии».

## Биография
Родился 16 июля 1925 года в деревне Крутое, Тульской области в крестьянской семье Отец — Пётр Тихонович Аникеев, кузнец  на оборонном предприятии в Москве..
В 1944—1948 годах служил в Советской Армии. В 1953 году окончил Московский институт востоковедения. В 1956—1982 годы — научный сотрудник Института философии АН СССР; прошёл путь от младшего научного сотрудника до заведующего сектором восточной философии.
В 1957 году в Институте философии АН СССР защитил диссертацию на соискание учёной степени кандидата философских наук по теме «Материализм и атеизм системы Санкхья раннего средневековья».
В 1971 году в Институте философии АН СССР защитил диссертацию на соискание учёной степени доктора философских наук по теме «О материалистических традициях в индийской философии». 
С 1982 года — профессор и заведующий кафедрой философии Государственного центрального  института физической культуры.
Похоронен на Пятницком кладбище г. Москвы.

## Научная деятельность
Составитель, переводчик ряда текстов и автор предварительных замечаний к текстам «Индийская философия», «Антологии мировой философии» (Т. 1, Ч. 1. — М., 1969).
Исследовал творчество Мухаммада Икбала, Свами Вивекананды, Сарвепалли Радхакришнана, Дебипрасад Чаттопадхъяя, а также материалистические традиции древнеиндийской философии, современные интерпретации индийского философского наследия.

## Семья
Дочь — Елена Николаевна Аникеева, доктор философских наук, профессор кафедры истории философии Российского университета дружбы народов, доцент кафедры религиоведения миссионерского факультета ПСТГУ.

## Научные труды

### Монографии
- Аникеев Н. П. Материалистические направления в древнеиндийской философии. — М.: Знание, 1957. — 47 с.
- Аникеев Н. П. Выдающийся мыслитель и поэт Мухаммад Икбал. — М.: Знание, 1959. — 32 с.
- Аникеев Н. П. О материалистических традициях в индийской философии (Древность и раннее средневековье) / Н. П. Аникеев; Акад.наук СССР. Ин-т философии. — М.: Наука, 1965. — 260 с.
- Философский словарь / А. В. Адо, В. В. Альтман, Н. П. Аникеев и др.; Под ред. М. М. Розенталя. — 3-е изд. — М.: Политиздат, 1975. — 496 с.
- Философский словарь / А. В. Адо, Н. П. Аникеев, Г. С. Антипина и др.; Под ред. И. Т. Фролова. — 4-е изд. — М.: Политиздат, 1980. — 445 с.
- Краткий словарь по философии / Н. И. Азаров, А. С. Айзикович, Н. П. Аникеев, др.; Под общ.ред. И. В. Блауберга, И. К. Пантина. — 4-е изд. — М.: Политиздат, 1982. — 432 с.

### Статьи
- Аникеев Н. П., Кедрова С. М. Мухаммад Икбал — певец человека (К 20-летию со дня смерти индийского поэта) // Вестник истории мировой культуры. — 1958. — № 4. — С. 34-53.
- Аникеев Н. П. К вопросу о роли религиозно-мистической традиции индийской культуры в мировой культуре // Вестник истории мировой культуры. — 1960. — № 1.
- Аникеев Н. П. Свами Вивекананда // Вопросы философии. — 1963. — № 9.
- Аникеев Н. П. Философские и социологические взгляды Сарвапалли Радхакришнана // Современная философская и социологическая мысль стран Востока. — М., 1965.
- Аникеев Н. П. Европоцентризм и востокоцентризм. Их идейное родство и реакционная сущность // Ленинизм и современные проблемы историко-философской науки. — М., 1970.
- Аникеев Н. П. Философское наследие Индии и современная идейная борьба // Чаттонадьхъяя Живое и мёртвое в индийской философии. — М., 1981.